# Dietrich Bukowski

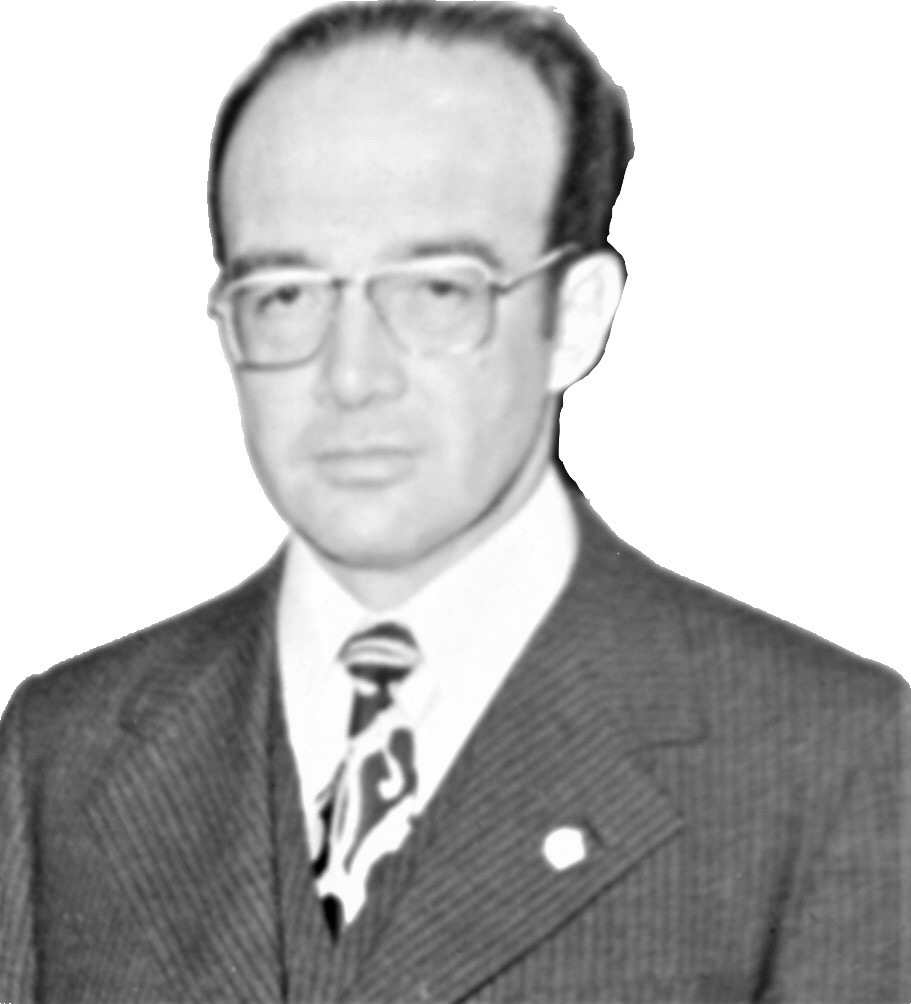
Dietrich Bukowski 1976

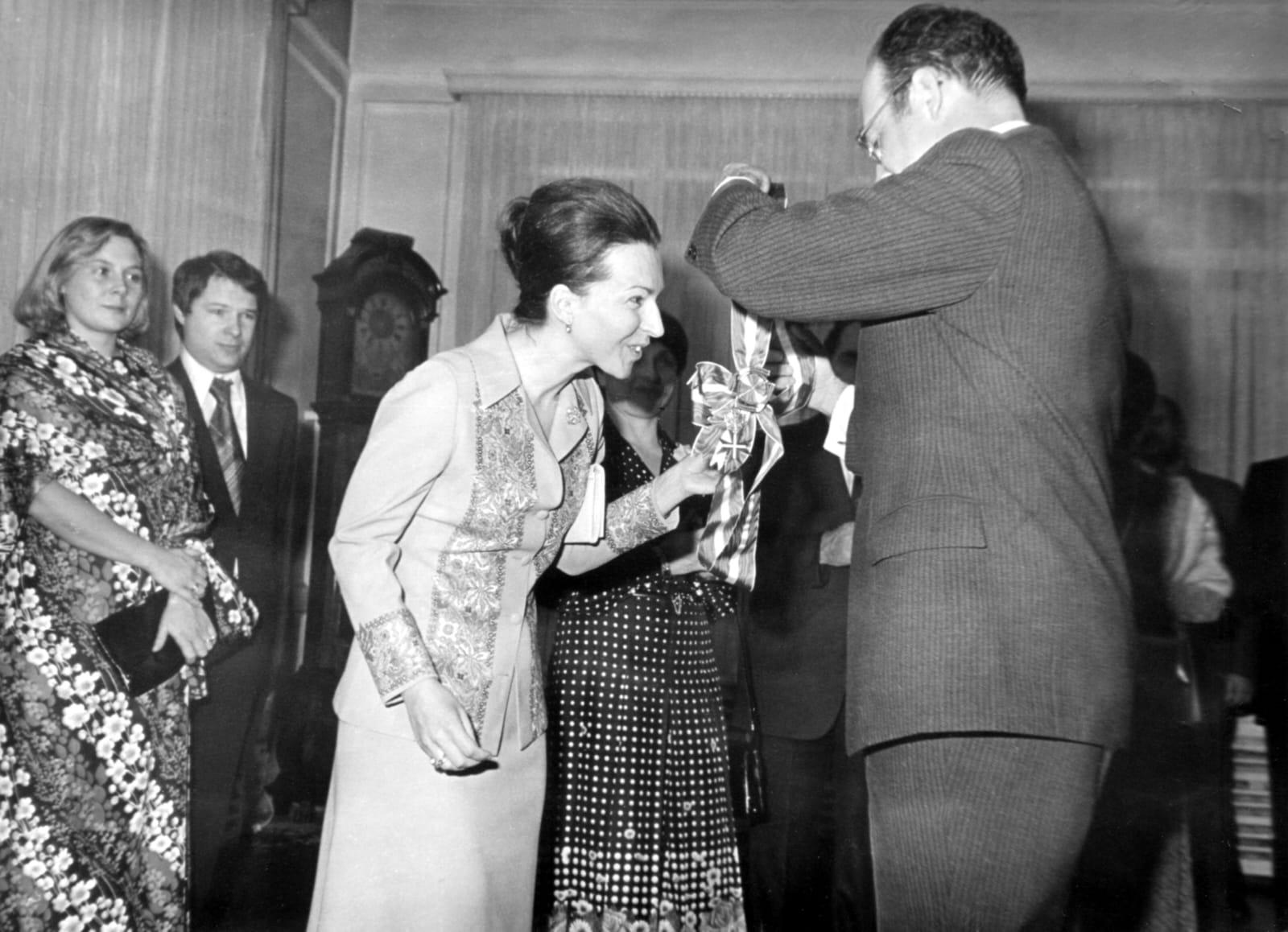
Ordensüberreichung von Dietrich Bukowski an die Bulgarische Kulturministerin Ludmilla Schivkova am 23. Dezember 1976 in der Österreichischen Botschaft Sofia. Im Hintergrund Handelsattaché Rudolf Aichinger mit Frau Dorli

Dietrich Bukowski (geboren 19. September 1932 in Güssing; gestorben 12. April 2011 in Wien) war ein österreichischer Diplomat. Er war unter anderem Botschafter in den Volksrepubliken Bulgarien und China sowie Sektionsleiter und stellvertretender Generalsekretär im Österreichischen Außenministerium.
Sein Halbbruder ist der Musiker Boris Bukowski.

## Leben und Wirken
Dietrich Bukowski studierte Rechtswissenschaften an der Universität Wien und wurde zum Dr. jur. promoviert.
1959 trat er in den auswärtigen Dienst ein. Von 1962 bis 1971 war er Zugeteilter an den Botschaften in Moskau und New Delhi. Nach der Aufnahme diplomatischer Beziehungen Österreichs mit der Volksrepublik China im Mai 1971 wurde Bukowski im September 1971 als Leiter des Voraus-Teams der zu eröffnenden Botschaft nach Peking versetzt. Bis 1973 war er dort stellvertretender Botschafter. Von 1973 bis 1975 war er dem Kabinett von Handelsminister Josef Staribacher dienstzugeteilt. Anschließend war er bis 1980 Botschafter in Sofia und von 1980 bis 1983 Leiter der Ständigen Vertretung beim Europarat in Straßburg (→ Österreichisches Generalkonsulat Straßburg). Ende 1983 bis 1985 war er Leiter der Kabinette von Außenminister Erwin Lanc und Leopold Gratz. Von 1985 bis 1990 leitete Bukowski die Administrative und Personalsektion des Außenministeriums und war stellvertretender Generalsekretär. Zum Abschluss seiner Laufbahn kehrte Bukowski 1990 als Botschafter nach Peking zurück, von wo er 1996 in den Ruhestand übertrat.